# Victor Araujo
Victor Araujo (25 juni 1991) is een Braziliaans voetballer die speelt bij KAS Eupen. 
In het seizoen 2011-2012 maakte Victor de overstap van de Belgische vierdeklasser RRFC Montegnée naar KAS Eupen.
Op de vierde speeldag op 10/09/2011 maakte hij zijn debuut bij KAS Eupen. Hij mocht in de 86ste minuut invallen voor Michael Lallemand.

## Statistieken
| seizoen | club           | land   | competitie      | wed. | goals |
| ------- | -------------- | ------ | --------------- | ---- | ----- |
| 2010/11 | RRFC Montegnée | België | Vierde klasse D | -    | -     |
| 2011/12 | KAS Eupen      | België | Tweede klasse   | 7    | 0     |
|         |                |        | Totaal          | 7    | 0     |